# Cofilina

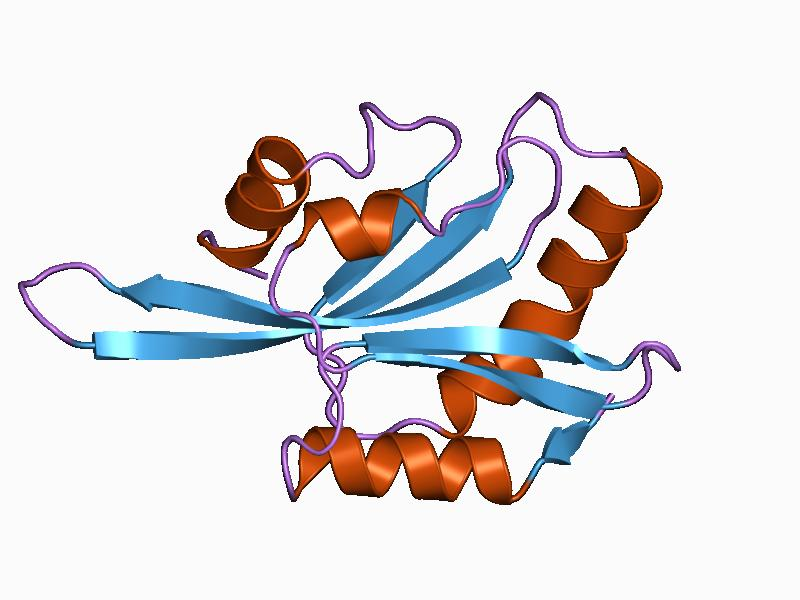
Estructura de un representante de ADF/cofilina.

ADF/cofilina es una familia de proteínas de unión a actina que despolimerizan los microfilamentos. Con esta actividad y junto a otros elementos (profilina, gelsolina y otros), sus representantes regulan la longitud de los filamentos de actina. La cofilina es un miembro de la familia ADF/cofilina que poseen un 70% de homología de secuencia con ADF (de las siglas en inglés Actin-Depolymerizing Factor, factor que despolimeriza la actina); la familia ADF/cofilina comparte la interacción con la actina y la capacidad de unir ADP (adenosín difosfato). Estas proteínas unen a la actina en monómeros (actina G) y a los microfilamentos (actina F), respectivamente. La cofilina despolimeriza el extremo (-) de los microfilamentos, impidendo el reensamblado; por ello, crea más extremos (+) en los fragmentos de filamentos. Cofilina/ADF realiza una función de corte de microfilamentos que no están protegidos mediante proteínas Cap, y posee querencia por proteínas ADP-actina Los monómeros resultantes pueden ser reciclados por la profilina, otra proteína asociada a actina que facilita el cambio de ADP a ATP de los monómeros de actina, lo cual facilita su polimerización.
Su estructura proteica se adapta a la actina G: más concretamente, al surco dejado entre dos unidades de actina sucesivas en un microfilamento. Su función molecular emana de dos actividades: el corte de los microfilamentos y el aumento de extremos activos para la posterior polimerización. También se ha visto que la unión de la cofilina a la actina F induce cambios conformacionales especiales en los protómeros de actina que distorsionan el giro normal del filamento, y de ese modo probablemente contribuyen a despolimerizarlos. De este modo, la existencia de un acervo de actina G-ATP en el citoplasma en presencia de cofilina incrementa la actividad de polimerización debido al corte de los microfilamentos y a la creación de extremos de polimerización, especialmente en interacción con el complejo Arp2/3, que interviene nucleando nuevas ramas de microfilamentos. Además, cofilina y Arp2/3 están involucrados en la reorganización de microtúbulos y en el tráfico de vesículas. Finalmente, la cofilina también es capaz de unir miosina, tropomiosina, alfa actinina, gelsolina y escruína, todas ellas proteínas de unión a actina.